# وراچویچ
وراچویچ (به صربی: Vračević) یک منطقهٔ مسکونی در صربستان است که در لایکوواتس واقع شده‌است.